# اقتصاد حکمرانی
اقتصاد حکمرانی (به انگلیسی: Economics of Governance) یک مجلهٔ دانشگاهی اقتصاد با داوری همتا است که توسط اشپرینگر ساینس+بیزینس مدیا منتشر می‌شود و حکمرانی طیف وسیعی از سازمان‌ها مانند دولت‌ها، شرکت‌ها و انجمن‌های غیرانتفاعی را بررسی می‌کند. سردبیران اصلی مجله آمیهای گلیزر (از دانشگاه کالیفرنیا، ارواین) و ماتیاس پولبورن (از دانشگاه ایلینوی اربانا-شمپین) هستند. این مجله از نظر تأثیر توسط ری‌پک، رتبهٔ چهارم را در بین ۳۱ مجله در حوزهٔ اقتصاد عمومی و رتبهٔ ۱۲۵ را در بین ۱۰۱۷ مجله دربارهٔ اقتصاد کسب کرده است. این مجله در سال ۲۰۱۳ بر اساس گزارش استنادی مجلات، دارای ضریب تأثیر ۰٫۳۶۴ است.